# Пік Сан-Жуан
Пік Сан-Жуан (ісп. Pico San Juan) — гора в Центральній Америці (Північна Америка), висотою — 1140 метри. Розташована на північно-західній околиці заповідника Топес-де-Кольянтес, на півдні центральної частини острова Куба, в провінції Сьєнфуегос. Друга за висотою вершина Куби.

## Географія
Гора розташована практично в центральній частині гірського хребта Ескамбрай. На східних схилах гори розпочинається заповідник Топес-де-Кольянтес, створений для охорони печери, річок, водоспадів та каньйонів. Тут розташовані круті ущелини і долини, пишна рослинність, різноманітність флори та фауни, система печер, красиві пейзажі, річки і водоспади з кришталево чистою водою. Ростуть вічнозелені листяні ліси.
Висота гори 1140 метрів над рівнем моря. Відносна висота — близько 950 м, за іншими даними абсолютна висоти вершини становлять — 931-960 м.

### Температура
Середньорічна температура в районі гори становить 19 °С. Найтепліший місяць травень, коли середня температура становить 21 °C, а найхолодніший січень, з 17 °С. Середньорічна кількість опадів становить 1749 міліметрів. Дощовий місяць травень, в середньому 279 мм опадів, а посушливий лютий, з 20 мм опадів.